# Björsjön, Dalarna
Björsjön är en sjö i Avesta kommun och Hedemora kommun i Dalarna och ingår i Dalälvens huvudavrinningsområde. Sjön har en area på 0,501 kvadratkilometer och ligger 100 meter över havet. Sjön avvattnas av vattendraget Svedieån.

## Delavrinningsområde
Björsjön ingår i det delavrinningsområde (667998-152105) som SMHI kallar för Inloppet i Kärven. Medelhöjden är 134 meter över havet och ytan är 11,85 kvadratkilometer. Det finns inga avrinningsområden uppströms utan avrinningsområdet är högsta punkten. Svedieån som avvattnar avrinningsområdet har biflödesordning 3, vilket innebär att vattnet flödar genom totalt 3 vattendrag innan det når havet efter 126 kilometer. Avrinningsområdet består mestadels av skog (71 procent) och jordbruk (12 procent). Avrinningsområdet har 0,58 kvadratkilometer vattenytor vilket ger det en sjöprocent på 4,9 procent.